# Kawahigashi Hekigotō

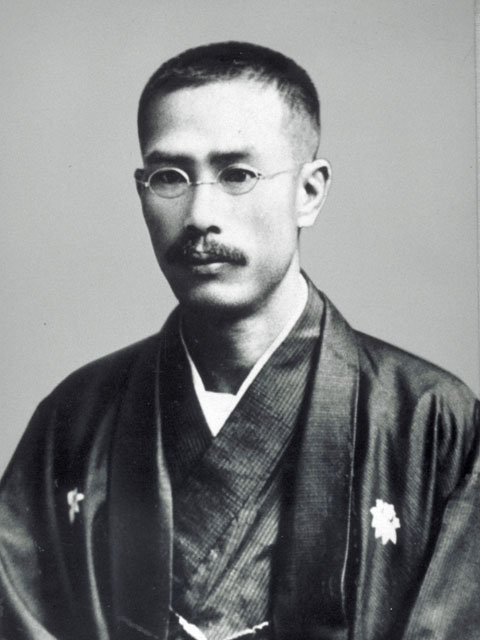
Kawahigashi Hekigotō

Kawahigashi Hekigotō (japanisch 河東 碧梧桐; * 26. Februar 1873 in Chifune, Landkreis Onsen (heute: Matsuyama), Präfektur Ehime; † 1. Februar 1937), eigentlich Kawahigashi Heigorō (河東 秉五郎), war ein japanischer Haikuist und Essayist.

## Leben
Kawahigashi Hekigotō wurde am 26. Februar 1873 als fünfter Sohn eines Lehensmannes und Lehrers des Matsuyama-han namens Kawahigashi Kon (河東 坤) geboren. Sein eigentlicher Name lautete Heigorō (秉五郎).
1888 trat er die Mittelschule ein und wurde 1889 von dem in seine Heimat zurückgekehrten Masaoka Shiki im Baseball unterrichtet. Dieses Zusammentreffen führte dazu, dass Hekigotō, und über diesen auch der die gleiche Klasse besuchende Takahama Kyoshi, von Shiki in der Haiku-Dichtung unterwiesen wurde.
1893 trat er in die Dritte Oberschule in Kyōto ein, brach die Schule, nach einem Wechsel an die Zweite Oberschule, dann aber ab.
Unter dem Einfluss des Naturalismus und durch seine eigene Veranlagung trieb Hekigotō ab 1905 die Entwicklung des „neuen Haiku“ voran, der sich von dem traditionellen Muster von 5, 7, 5 Moren löste. Von 1906 bis 1911 begab er sich zur Verbreitung des „neuen Haiku“ auf zwei „Haiku-Wanderungen“ durch das ganze Land. 1911 gab er zudem gemeinsam mit Ogiwara Seisensui die Zeitschrift Sōun (層雲, dt. „Schichtwolken“) heraus, die dem „neuen Haiku“ gewidmet war.
1933 gab er auf der Feier seines 60. Geburtstages bekannt, sich von den Kreisen der Haiku-Dichter zurückzuziehen.
Im Januar 1937 erkrankte er an Typhus, zu dem im Weiteren eine Sepsis hinzukam. Am 1. Februar verstarb Kawahigashi Hekigotō im Alter von 63 Jahren.
Seine letzte Ruhe fand er zusammen mit seinen Eltern im Kyōtoer Tempel Hōtōji und im Bairinji, einem Tempel im Tōkyōer Verwaltungsbezirk Taitō.